# Musikjahr 1402
Liste der Musikjahre

◄◄ |  ◄ |  13. Jahrhundert |  14. Jahrhundert | 1400 | 1401 | Musikjahr 1402 | 1403 | 1404 | 1405 | 1406 | ► | ►►

Weitere Ereignisse
Dieser Artikel behandelt das Musikjahr 1402.

## Ereignisse und Personalia

### Heiliges Römisches Reich
- Der zweifach verwitwete, deutsche Minnesänger Hugo von Montfort heiratet zum dritten Mal.[1]

### Italienische Staaten

#### Herzogtum Mailand
- Matteo da Perugia, auch Mattheo de Perusio, wird zum Biscantor an der Kathedrale von Mailand ernannt. Er wird der erste magister capellae der Kathedrale und ist von 1402 bis 1407 der einzige Kantor.[2]

#### Padua
- 03. Mai: Johannes Ciconia wechselt auf die Stelle eines „mansionarius“ am Dom von Padua. Zur Einsetzung von Stefan Carrara, eines illegitimen Sohns Francesco Novello da Carraras, des letzten Signore von Padua, als Bischof von Padua am 10. April 1402 schreibt Ciconia vermutlich die nicht isorhythmische Motette O felix templum jubila.
- Der italienische Komponist Christoforus de Monte wird ab 1402 an der Kathedrale von Padua angestellt, wo er bis 1426 tätig ist.[3]
- Prosdocimus, de Beldemandis studiert zwischen 1400 und 1402 die Artes liberales an der Universität Padua.[4]

### Königreich England
- John Cooke, Chorsänger der Chapel Royal in London, beginnt ein Studium an der King’s Hall in Cambridge.[5]
- John Tyes wird vertraglich zwanzig Jahre an die Winchester Cathedral Priory gebunden. Seine Aufgaben umfassen Gesang und tägliches Orgelspiel in der Heiligen Messe. Weiter soll er bis zu vier Jungen des Klosters im Gesang unterrichten.[6]

### Königreich Frankreich
- Nach Erhalt einer Orgel wird an der Kirche St-Germain-l’Auxerrois ein Organist angestellt.[7]
- Das Passionsspiel Le Mystère de la Passion wird in Orléans aufgeführt.[8]

## Kompositionen und Schriften
- Johannes Ciconia: O felix templum jubila (Gemeinfreie Noten von O felix templum jubila in der Choral Public Domain Library – ChoralWiki (englisch))

## Instrumentenbau
- 1402 wird in der Basilika Santa Maria Maggiore in Bergamo die dortige erste Orgel eingeweiht, ein Orgelpositiv, das zur Einstellung eines besoldeten Organisten führt.[9]
- Die Kirche St-Germain-l’Auxerrois erhält eine Orgel und ein Organist wird angestellt.[7]